# Oryctes agamemnon
Oryctes agamemnon — вид жуків-носорогів з роду Oryctes, поширений у Північній Африці, Аравійському півострові, південній частині Центральної Азії. Основною кормовою рослиною для личинок є фінікова пальма, через це комаха вважається шкідником сільського господарства.

## Опис
Великий або середнього розміру бурий жук з опуклим тілом. Відомо 4 підвиди, які відрізняються розмірами тіла та ступенем пунктуації надкрил.
У самця на голові невеликий ріг, у самиці — зовсім маленький ріжок. Передньоспинка з великим овальним вдавленням, нагорі якого розташований поперечний гребінь з двома виступаючими зубцями в самця, а в самиці з одним.
Личинка велика, до 9 см у довжину, біла, з бурою головою та ногами.

## Підвиди
Описано 4 підвиди.
- O. a. agamemnon — номінативний підвид, 35-40 мм у довжину, надкрила з нечисленими дуже тонкими крапками
- O. a. arabicus — дрібніший, 24-28 мм, крапки на надкрилах частіші та більші
- O. a. matthiesseni — середнього розміру, 24-35 мм, надкрила з частими крапками
- O. a. sinaicus — відомий за єдиним екземпляром, можливо синонім O. a. arabicus

## Спосіб життя
Імаго з'являються навесні, літають увечері, вдень ховаються. Живляться мало, переважно соком, що виділяється з дихальних коренів пальми. Живуть 2-3 місяці. Після парування самиця відкладає близько 30 невеликих овальних білих яєць. Через 13-15 днів з яйця виходить личинка.
Личинки вгризаються у мертву чи живу деревину, розвиваються до ранньої весни, коли заляльковуються. Личинки двічі линяють, таким чином, маючи 3 стадії. Часто гризуть м'яку основу складного листя пальми у кроні дерева або дихальні корені. При середній температурі 24°C та вологості 75% розвиток триває 140-210 днів без діапаузи. В лабораторних умовах спостерігається канібалізм серед личинок, причому вони здатні поїдати лялечок та інших личинок, але не імаго чи яйця.

## Поширення
Номінативний підвид зустрічається у Північно-Східній Африці: Єгипет, Судан, Ефіопія, Сомалі. O. a. arabicus відомий з Аравійського півострова (Ємен, Оман, ОАЕ, Саудівська Аравія, Ірак), в кінці 1970-х випадково завезений до Тунісу, де швидко розмножився. O. a. matthiesseni зустрічається в Ірані, Афганістані та північно-західній частині Індії.

## Значення для людини

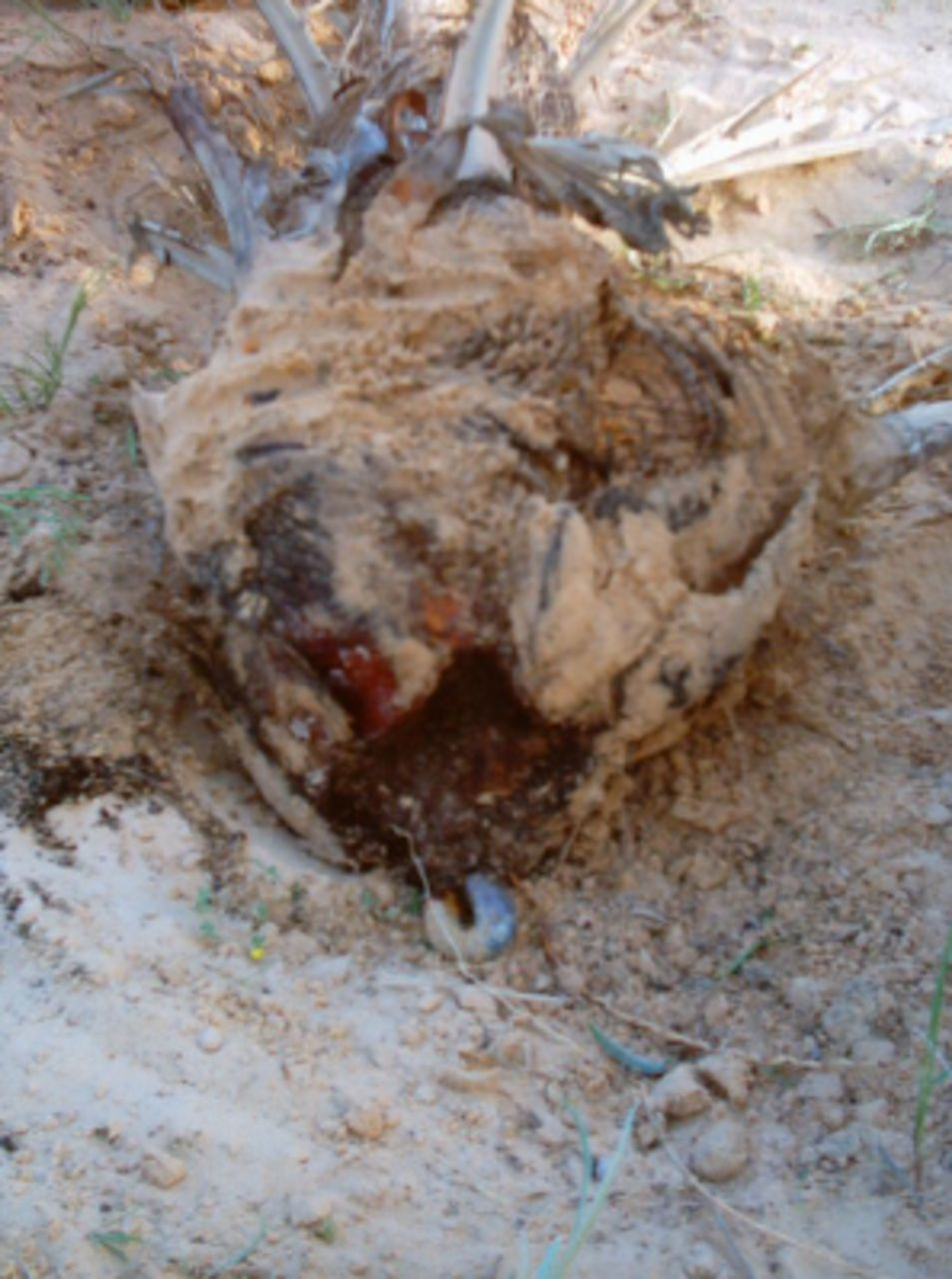
Пошкодження молодого пагону фінікової пальми личинкою Oryctes agamemnon (Ржім-Маатуґ, Туніс

Найбільшої шкоди наносить личинка 3-ї стадії, яка може важити 17 грамів та досягати в довжину 9 см.
Завезені разом з саджанцями пальм з ОАЕ до регіону Таузар в Тунісі жуки, опинившись за межами свого ареалу, швидко розмножилися та стали знищувати фінікові пальми в навколишніх оазах, зокрема в районі села Ржім-Маатуґ. В першу чергу, личинки наносять шкоду, підгризаючи дихальні корені пальми, що може призводити до падіння дерева.